# Зредукована фотометрична величина
Зредуко́вана фотометри́чна величина́ — фотометрична величина, утворена за математичній моделі лінійного спектрально-адитивного для даного явища приймача:
{\displaystyle X_{r}=K\int _{0}^{\infty }X_{e,\,\lambda }\,S'\left(\lambda \right)\,dx}
де: {\displaystyle K} — перекладний множник від одиниць енергетичних величин до одиниць, вживаних в даній системі зредукованих величин; 
{\displaystyle S'\left(\lambda \right)} — відносна спектральна чутливість реального або модельного фотоприймача.
Залежно від виду кривої спектральної чутливості можна побудувати декілька систем зредукованих фотометричних величин. В наш час[коли?] тільки одна така система — система світлових величин — є міжнародно-визнаною. Система світлових величин ґрунтується на кривій спектральній чутливості людського ока, адаптованого до денного зору.
Також можна визначити систему зредукованих фотометричних величин для бактерицидної дії, вирощування рослин, карциногенної дії випромінювання, або наприклад для тваринного зору — оскільки у багатьох тварин криві спектральної чутливості очей не збігаються з людською кривою. З цієї причини вимірювання кількості світла за допомогою звичних люксметрів при дослідах, наприклад на щурах, треба здійснювати з обережністю — люксметр за принципом своєї дії використовує криву спектральної чутливості людського ока і кількість світла, що одержується щурами не збігатиметься з показами приладу.
Джерела:
ГОСТ 26148—84